# Willem II Tilburg 2019-2020
Questa voce raccoglie le informazioni riguardanti il Willem II Tilburg nelle competizioni ufficiali della stagione 2019-2020.

## Rosa
Aggiornata al 19 agosto 2019.
| N. |                          | Ruolo | Calciatore                |
| -- | ------------------------ | ----- | ------------------------- |
| 1  | Germania (bandiera)      | P     | Timon Wellenreuther       |
| 2  | Paesi Bassi (bandiera)   | D     | Fernando Lewis            |
| 3  | Paesi Bassi (bandiera)   | D     | Freek Heerkens            |
| 4  | Paesi Bassi (bandiera)   | D     | Jordens Peters (capitano) |
| 7  | Paesi Bassi (bandiera)   | A     | Ché Nunnely               |
| 8  | Spagna (bandiera)        | C     | Pol Llonch                |
| 9  | Paesi Bassi (bandiera)   | A     | Paul Gladon               |
| 10 | Grecia (bandiera)        | A     | Vaggelīs Paulidīs         |
| 11 | Germania (bandiera)      | A     | Mats Köhlert              |
| 12 | Nuova Zelanda (bandiera) | P     | Michael Woud              |
| 15 | Paesi Bassi (bandiera)   | D     | Damil Dankerlui           |

| N. |                          | Ruolo | Calciatore            |
| -- | ------------------------ | ----- | --------------------- |
| 16 | Grecia (bandiera)        | A     | Marios Vrousai        |
| 17 | Paesi Bassi (bandiera)   | C     | Dries Saddiki         |
| 20 | Francia (bandiera)       | A     | Karim Coulibaly       |
| 22 | Portogallo (bandiera)    | D     | João Queirós          |
| 24 | Nuova Zelanda (bandiera) | D     | James McGarry         |
| 25 | Svezia (bandiera)        | D     | Sebastian Holmén      |
| 27 | Paesi Bassi (bandiera)   | D     | Victor van den Bogert |
| 29 | Curaçao (bandiera)       | D     | Justin Ogenia         |
| 30 | Australia (bandiera)     | D     | Dylan Ryan            |
| 33 | Paesi Bassi (bandiera)   | C     | Rick Zuijderwijk      |
| 36 | Paesi Bassi (bandiera)   | P     | Connor van den Berg   |